# Axmars tryckeri
Axmars tryckeri var verksamt i Falun 1786–1821 och var Dalarnas första tryckeri. Man tryckte tidningen Fahlu Weckoblad, kungörelser från landshövdingen, grav- och brudskrifter, böcker och skillingtryck.
Pehr Olof Axmar (1759–1816) hade arbetat som sättare hos E.P. Sundqwist i Gävle och varit redaktör för Gefle Weckoblad några år. Han gifte sig med Sundqwists dotter Ulrica och flyttade till Falun. Där fick han tillåtelse av länsstyrelsen att starta ett eget tryckeri, och startade också Fahlu Weckoblad. Tryck med visor, s.k. skillingtryck, kom igång redan de första åren, och Danielson uppskattar att troligen över 200 olika vistryck gavs ut 1801–1821 (Danielson s. 108f). Det allra mesta trycktes i frakturstil vid denna tid (se Danielson s. 47 Fraktur eller Antikva)
Pehr Olof Axmar avled 1816 och tryckeriet övertogs av hans änka Ulrica Axmar, och sedermera även sonen Johan Adolph Axmar. Sonen hade dock alkoholproblem, och änkan drev tryckeriet i sonens namn till 1821, då tryckeriet efter ekonomiska problem såldes till Johan Jacob Munktell. Johan Adolf Axmars svåra alkoholproblem gjorde att han 1822 i delirium slog ihjäl sin mor och en inneboende äldre kvinna, och han blev för det dömd till döden. Han lär vara den siste som halshöggs på Galgberget utanför Falun 1822 (Rosenqvist s. 9ff).